# Усть-Путила
Усть-Пути́ла (укр. Усть-Путила) — село в Вижницком районе Черновицкой области Украины. Административный центр Усть-Путильской сельской общины
До 2020 года село входило в Путильский район
Почтовый индекс — 59114. Телефонный код — 3738. Код КОАТУУ — 7323585501.

## Население
Население по переписи 2001 года составляло 623 человека.

### Языковой состав
Родной язык населения по данным переписи 2001 года:
| Язык       | Численность, чел. | Доля     |
| ---------- | ----------------- | -------- |
| Украинский | 622               | 99,84 %  |
| Другие     | 1                 | 0,16 %   |
| Итого      | 623               | 100,00 % |